# ركن الخطباء

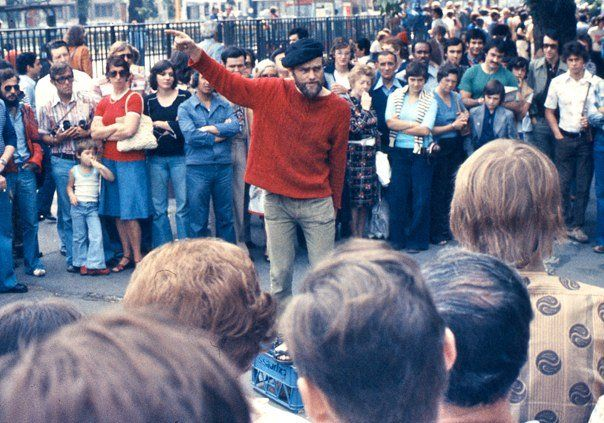
خطيب - عام 1974.

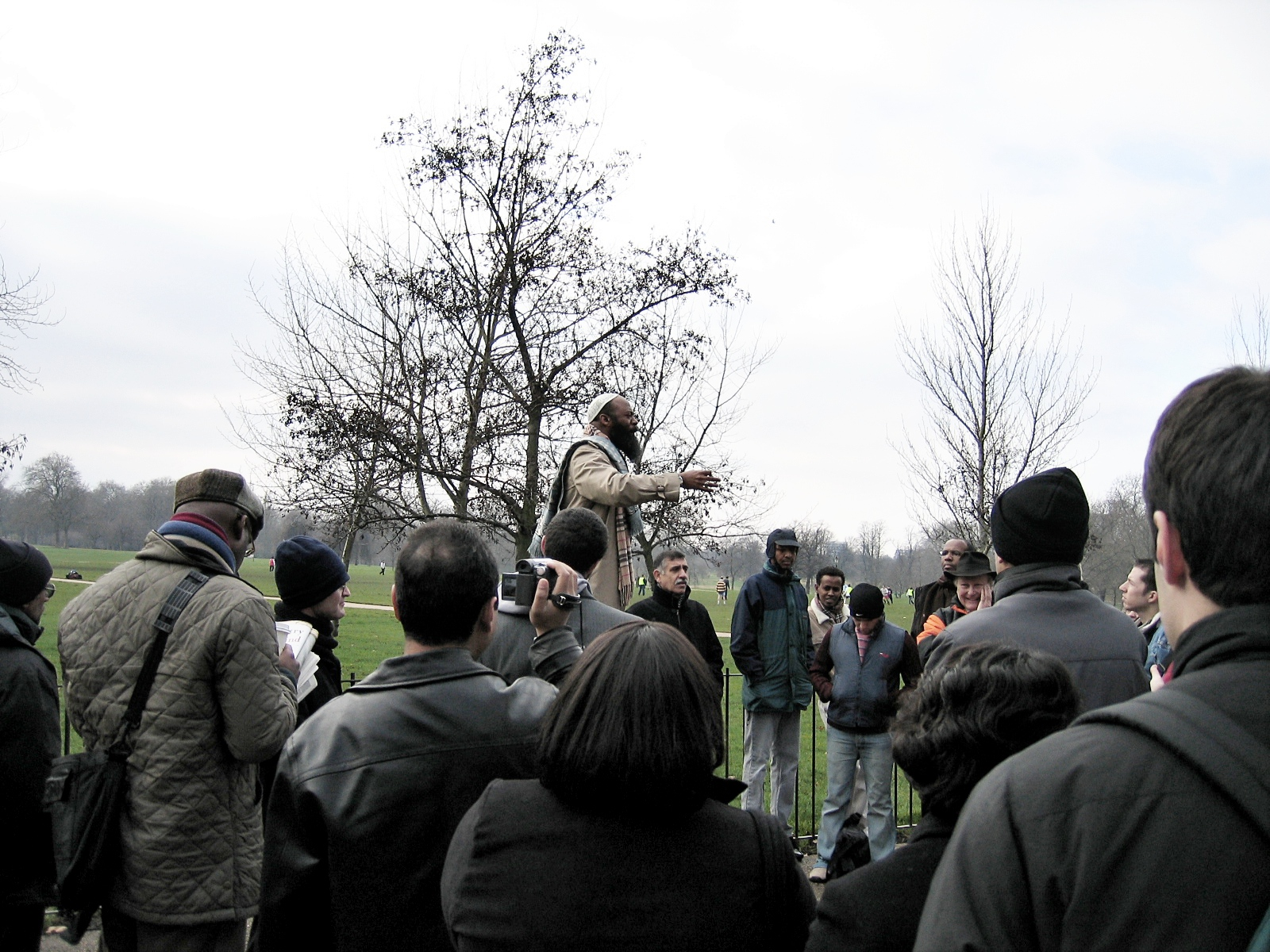
داعية مسلم - 2005 م.

ركن الخطباء أو موقف الخطباء هو ركن في حديقة الهايد بارك في لندن يُسمح فيها بإلقاء الخطب وإجراء النقاشات، التي عادة ما تكون سياسية أو دينية. يعود تاريخ الركن إلى الصراعات البرلمانية الإصلاحية خلال الربع الأول من القرن التاسع عشر الميلادي. وقد جذب الركن خطباء مفوهين مثل كارل ماركس وونستون تشرشل. يقع الركن في الزاوية الشمال شرقية للهايد بارك، قرب الماربل آرچ (قرب تقاطع شارعي اكسفورد والادجوير).

## أشهر المتحدثين
أسماء المنظمات والأفراد في القائمة التالية وضمن الترتيب الزمني، لديهم أثر تاريخي للتحدث بانتظام في هايد بارك.
- الحزب الاشتراكي في بريطانيا العظمى (منذ 1904)
- رابطة الأدلة الكاثوليكية (منذ 1918)
- فينسينت ماكناب ( 1920–1943)
- Bonar Thompson (1920–1960)[4]
- فرانك شييد (1921–1970)
- فيليب سامسون (1947–1978)
- جون ويبستير  [لغات أخرى]‏ (1947–1985)
- دونالد سوبر, ، بارون سوبر (1950–1995)
- Norman "The Walker" Schlund (1960s–1980s)[5]
- Robert Ogilvie (1960s–1980s)[6][7]
- ديريك برينس (1970s)
- Jim Huggon (1970s, 1980s)[8][9]
- Michael 'Lord' Barker (1970s, 1980s)[10]
- توني آلين  [لغات أخرى]‏ (منذ 1978)
- Martin Besserman (since ca. 1978)[11][12][13]
- بيتر لومسدون ( 1980–2007)[14]
- Heiko Khoo ( منذ 1986)[15]
- دايان هاميلتون ( منذ 1980s)[16]